# Třída U 81
Třída U 81 byla třída ponorek německé Kaiserliche Marine z období první světové války. Celkem bylo postaveno šest jednotek této třídy. Ve službě byly v letech 1916–1918. Čtyři byly za války ztraceny. Po válce dva přeživší čluny získala Velká Británie.

## Stavba
Celkem bylo postaveno šest jednotek této třídy. Postavila je německá loděnice Germaniawerft v Kielu.
Jednotky třídy U 81:
| Jméno | Loděnice            | Založení kýlu | Spuštění na vodu  | Vstup do služby | Osud                                                                      |
| ----- | ------------------- | ------------- | ----------------- | --------------- | ------------------------------------------------------------------------- |
| U 81  | Germaniawerft, Kiel | 1915          | 24. června 1916   | srpen 1916      | Dne 1. května 1917 potopena v Atlantiku britskou ponorkou HMS E54.        |
| U 82  | Germaniawerft, Kiel | 1915          | 1. července 1916  | září 1916       | Roku 1919 předána Velké Británii, sešrotována.                            |
| U 83  | Germaniawerft, Kiel | 1915          | 13. července 1916 | září 1916       | Dne 17. února 1917 potopena v Atlantiku britskou lodí Q Farnborough.      |
| U 84  | Germaniawerft, Kiel | 1915          | 22. července 1916 | říjen 1916      | Dne 26. ledna 1918 potopena v Irském moři britskou šalupou HMS P.62.      |
| U 85  | Germaniawerft, Kiel | 1915          | 22. srpna 1916    | říjen 1916      | Dne 12. března 1917 potopena v Lamanšském průlivu britskou lodí Q Privet. |
| U 86  | Germaniawerft, Kiel | 1915          | 7. listopadu 1916 | listopad 1916   | Roku 1918 předána Velké Británii, sešrotována.                            |

## Konstrukce
Výzbroj ponorek U 81–U 83 tvořil jeden 105mm kanón KL/45, přičemž ostatní ponorky U 84–U 86 nesly dva 88mm kanóny TK L/30 C/08. Ponorky dále měly čtyři 500mm torpédomety (dva příďové a dva záďové) se zásobou osmi torpéd. Pohonný systém tvořily dva šestiválcové diesely MAN o výkonu 2400 bhp a dva elektromotory SSW o výkonu 1200 shp, pohánějící dva lodní šrouby. Nejvyšší rychlost dosahovala 16,8 uzlu na hladině a 9,1 uzlu pod hladinou. Dosah byl 8100 námořních mil při rychlosti 8 uzlů na hladině a 56 námořních mil při rychlosti 5 uzlů pod hladinou. Operační hloubka ponoru dosahovala 50 metrů. Ponoření trvalo 50 vteřin.

### Modifikace
Ponorky U 84–U 86 byly za války přezbrojeny jedním 105mm kanónem KL/45, po vzoru svých sestrských ponorek. Později byla jejich výzbroj ještě posílena o jeden 88mm kanón TK L/30 C/08. Zásoba torpéd byla během války u této třídy zvětšena na 10–12 kusů.